# 史蒂夫·波特
史蒂夫·波特（英語：Steve Porter，1969年11月22日—），澳大利亚男子轮椅橄榄球运动员。他曾代表澳大利亚参加1996年、2000年、2004年和2008年夏季残疾人奥林匹克运动会轮椅橄榄球比赛，获得二枚银牌。